# Royal African Society
Die Royal African Society (RAS) ist eine 1901 als African Society gegründete Organisation zur Förderung Afrikas bezüglich Wirtschaft, Politik, Kultur und Bildung. Der Zusatz „Royal“ wurde 1935 durch die Krone genehmigt. 1968 wurde auch eine Royal Charter erteilt. Die RAS versucht hierzu, die Beziehung Afrikas zu Großbritannien und zur Welt zu verstärken.

## Geschichte
Die Royal African Society wurde 1901 im Andenken an die britische Afrikareisende Mary Kingsley gegründet, die mit ihren Veröffentlichungen nach zwei Afrikareisen das Bild Afrikas in der britischen Öffentlichkeit entscheidend prägte. Kingsley selbst hatte oft darüber nachgedacht, eine Gesellschaft zu gründen, in der den unterschiedlichen Interessen von Akademikern, Freunden, politischen Allianzen und Händlern ein Forum geboten würde. Die Gründung einer solchen Gesellschaft erfolgte aber erst ein Jahr nach Kingsleys Tod, 1900.
Das Leitbild der Organisation seit der Gründung war die Verbesserung des Verständnisses afrikanischer Positionen. Zugegebenermassen mag dieses Leitbild nach einer Gründung während der Hochphase des Imperialismus und unter der Machtdynamik der damaligen Zeit gelegentlich auch verzerrt gewesen sein. In den 1902 veröffentlichten Organisationszielen formuliert die RAS damals:

“…for the purpose of investigating the usages, institutions, customs, religions, antiquities, history and languages of the native races of Africa; of facilitating the commercial and industrial development of the continent in the manner best fitted to secure the welfare of its inhabitants; and as a central institution in England for the study of African subjects. The funds of the society shall be exclusively devoted to furthering these ends by the periodical publication of a Journal, and by the establishment of a library, Reading Room, and should the Society so determine, a Museum.”

„…mit dem Ziel, die Absichten, Institutionen, Sitten, Religionen, Kulturgüter, Geschichte und Sprachen der eingeborenen Rassen Afrikas zu untersuchen … mit dem Ziel die kommerzielle und industrielle Entwicklung des Kontinents in der am besten geeigneten Form für den Nutzen seiner Bewohner voranzutreiben und als zentrale Institution Englands zur Erforschung afrikanischer Themen. Die Mittel der Gesellschaft sollen ausschließlich zur Verfolgung dieser Ziele durch die Veröffentlichung einer Zeitschrift, durch die Einrichtung einer Bibliothek mit Leseraum und, sollte die Gesellschaft sich dazu entschließen, durch die Einrichtung eines Museums erfolgen.“

Die Sprache mag nach heutigen Maßstäben unangemessen sein. Das Museum wurde nie gegründet. Aber die Zeitschrift wird seit 1902 veröffentlicht und ist heute ein wichtiges wissenschaftliches Journal im Dialog mit Afrika.

### Frühe Phase: Bis in die 1920er

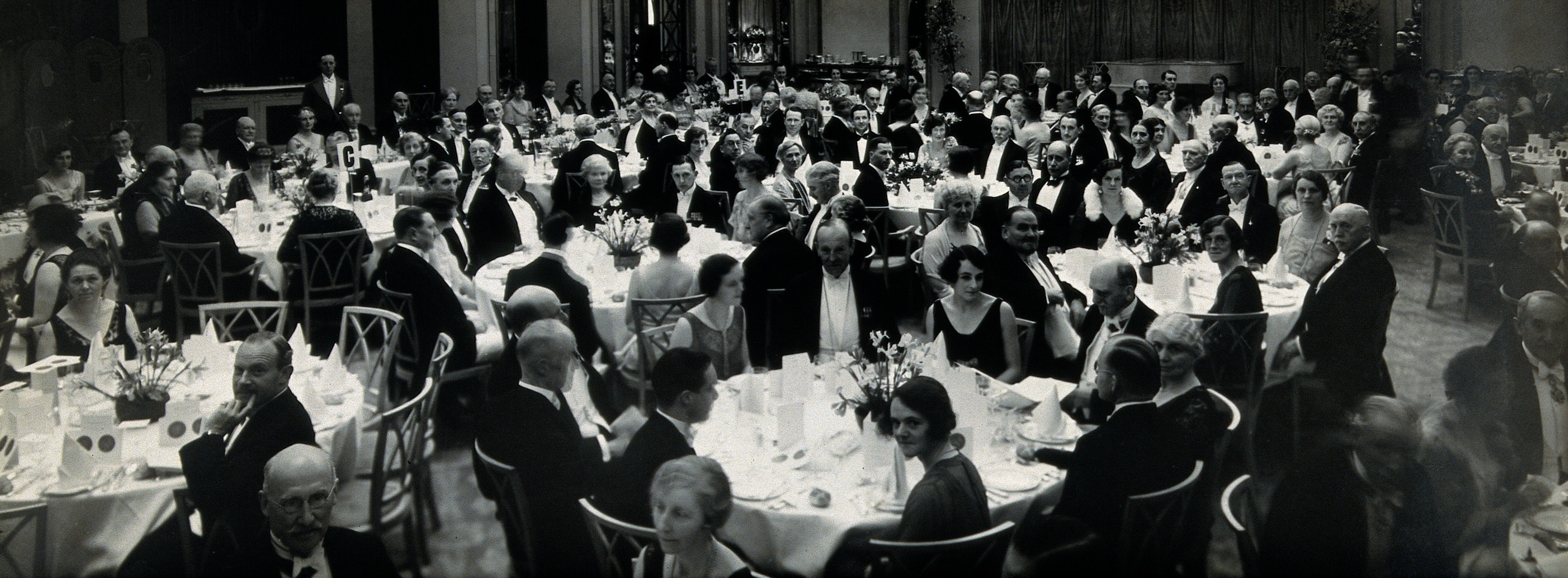
Dinner der African Society 1931

In der Phase vor dem Ersten Weltkrieg entwickelte sich die Anzahl der Abonnenten des Journal of the African Society von zwei, dem britischen Foreign Office und dem Colonial Office, auf 473. Unter diesen Abonnenten waren zwanzig Mitglieder auf Lebenszeit und ein Ehrenmitglied, Gbadebo I. dem Alake von Egba (ungefähr König von Egba, heute nördliches Nigeria). Die behandelten Themen reichten vom Steuersystem im Norden Nigerias bis hin zur Diskussion des Schulunterrichts in lokalen Sprachen. Der Tonfall reflektierte die unterschiedlichen Wahrnehmungen Afrikas und der Afrikaner durch die Mitglieder der Gesellschaft und behandelte Afrikaner zwar respektvoll, aber der Anleitung durch Europäer bedürftig.
Das Journal wurde auch während des Krieges weiter veröffentlicht, wenn auch die Themen sich um die Umwälzungen der Zeit drehten: Die Interessen Deutschlands in Afrika, die Auswirkung des Krieges auf den Handel usw. Bemerkenswert ist auch ein Artikel von General Jan Christiaan Smuts zur Einheit Südafrikas, in welchem er zwar die britischen und niederländischen Siedler in Südafrika bedachte, Farbige aber nur als Störfaktor betrachtete. Dreißig Jahre später entwickelte sich aus dieser Grundhaltung die Apartheidspolitik.
Während dieser Zeit nahm die Leserschaft des Journals zu, die Gesellschaft versuchte die Verluste des Krieges durch Mitgliederwerbung auszugleichen und die finanzielle Lage der Gesellschaft zu verbessern. Finanziert durch das Mitglied des Aufsichtsrats, Henry Wellcome, wurde eine Auszeichnung gestiftet, die Medaille der African Society. Erster geehrter war der scheidende Präsident der Gesellschaft, Harry Johnston.
Der Tonfall im Journal war immer noch vorwiegend herablassend rassistisch, aber erste Stimmen meldeten sich, die die Teilnahme von Afrikanern an der Regierung der Region forderten. Auch wenn die Wissenschaftler begannen, Afrika ernsthafter und mit mehr Wahrheitsliebe zu untersuchen, die Medaillen der Gesellschaft wurden weiterhin an Weiße vergeben und die Stimme Afrikas war im Journal nicht zu hören.

### Zweiter Weltkrieg
In den frühen 1930er tauchen erstmals afrikanische Namen im Journal auf, als Teilnehmer von Konferenzen zu Kindern in Afrika oder zum Stand der christlichen Missionierung. Auch die Vorboten des Zweiten Weltkriegs hinterlassen ihre Spuren im Journal. Aber man entdeckt auch die Anfänge der afrikanischen Selbstverwaltung, die zwischen der indirekten Regierung der damaligen Zeit erkennbar wird. Auch sprechen zum ersten Mal Afrikaner selbst im Journal, beispielsweise Nnamdi Azikiwe mit einem Artikel zur Schulbildung in Afrika (How Shall We Educate the African?).
Außer einem Artikel gegen die italienische Aggression gegen Äthiopien von E. Abraham, Sekretär der königlichen, äthiopischen Gesandtschaft, in der er die sogenannte zivilisierte Welt im Rahmen des Völkerbunds zur Hilfe aufforderte, hatte der Zweite Weltkrieg bis 1940 wenig Einfluss auf das Journal. Der Aufruf war vergeblich und das Journal wandte sich wieder den gewohnten Themen des Handels und der Missionierung zu. 1940 brachte die Rationierung von Papier Einschnitte und, ebenfalls durch den Krieg verursacht, fiel die Anzahl der Mitglieder von 841 in 1940 in nur einem Jahr auf 754.
Im Journal findet man vermehrt Artikel über Organisationen, die sich in Folge des Krieges in Afrika bilden. Die neugefundene Bewunderung wird aber durch die immer dringenderen Rufe nach Selbstverwaltung in Afrika gemindert. Denn trotz aller Änderungen finden sich im Journal noch immer Stimmen, die sich rassistisch und abwertend gegenüber Afrikanern äußern.

### African Affairs
1945 wird zum ersten Mal der heutige Name des Journals erwähnt: African Affairs. Das Journal reflektiert immer klarer den afrikanischen Wunsch nach Selbstverwaltung. Gleichzeitig bilden sich weitere aktive Zweige der Gesellschaft, die nun Veranstaltungen in verschiedenen Städten des Vereinigten Königreichs organisiert. Bis 1950 durchdringt auch der Ost-West-Konflikt die Seiten des Magazins und der zunehmende Einfluss Russlands in Afrika wird spürbar. Gleichzeitig werden die Stimmen der Afrikaner selbstbewusster und lauter. Trotzdem setzt sich in Südafrika nach dem Wahlsieg der National Party die Politik der Apartheid durch.
Das 50-jährige Bestehen der Gesellschaft wurde 1951 mit vielen Veröffentlichungen in Afrika und in Großbritannien gefeiert. Die Gesellschaft feierte sich selbst während der Tonfall des Journals noch immer herablassend war. Aber mit den 1950ern begannen auch die Stimmen Afrikas im Journal lauter zu werden. Afrikanische Gelehrte diskutierten mit europäischen Themen der Dekolonisierung und staatliche Unabhängigkeit. Und am 26. März 1957 veranstaltete die Gesellschaft im Andenken an die Unabhängigkeit Ghanas eine Party.

### Die Sechziger und Siebziger
In den 1960ern befasst sich das Journal überwiegend mit den Tagesgeschäften, also für Großbritannien mit dem Verlust praktisch aller Kolonien. Die Veränderungen der Welt drangen auch in die Gesellschaft ein und 1965 gab es nicht nur afrikanische Mitglieder der Gesellschaft, sondern auch Afrikaner im Verwaltungsrat. Überlegungen, sich mit weiteren Gesellschaften zu Ländern des Empires und des Commonwealth zu vereinigen wurden verworfen und der Fokus auf Afrika blieb erhalten.
Eine Gesellschaft für Afrikanische Studien (African Studies Association, ASA) wurde gegründet, die unabhängig von der Mitgliedschaft in der RAS war. Die Beziehung der ASA mit der RAS vertiefte sich und African Affairs veröffentlichte die Berichte der Jahrestagung der ASA, 1965. 1967 übernahm Oxford University Press den Verlag der Afrikan Affairs.
1963 wurden die Statuten der Gesellschaft dahingehend geändert, dass sie die Anforderungen an eine gemeinnützige Stiftung erfüllten. 1935 war der Gesellschaft das Attribut „Royal“ (engl. königlich) zugesprochen worden. Doch nun versuchte man auch eine Royal Charter zu erhalten, die am 21. Mai 1968 auch erteilt wurde.
Während in den 1970ern die Probleme der Apartheid in Südafrika diskutiert wurden, sank die Mitgliederzahl der Gesellschaft, so dass finanzielle Nöte zur Zusammenarbeit mit verschiedenen anderen Organisationen zwang. Verschiedene Veranstaltungen wurden gemeinsam mit der Royal Commonwealth Society organisiert und gute Beziehungen zu weiteren Organisationen ermöglichten es, die Geschäfte weiterzuführen, während gleichzeitig die Mitgliederzahl der Gesellschaft schrumpfte.

### Die Achtziger und Neunziger
Die finanziellen Probleme der Gesellschaft blieben ungelöst. Spenden verschiedener Unternehmen ermöglichten das Überleben. Die Einführung von Unternehmensmitgliedschaften verbesserte die Einkünfte, aber mit so wenig Geld war wenig mehr zu tun, als Treffen zu organisieren. 1980 war die RAS kaum mehr von der ASA zu unterscheiden, mit der sie noch immer eng zusammenarbeitete.
In den 1990ern verbesserte sich die Lage durch regelmäßige Spenden, so dass im Vorfeld zur 100-Jahr-Feier eine Geschichte der Gesellschaft genehmigt wurde. Die Mary-Kingsley-Lecture wurde eingeführt und regelmäßig sprachen auch afrikanische Wissenschaftler auf den Konferenzen der Gesellschaft. Unterstützung kam auch von SOAS University of London, wo die Gesellschaft bis heute untergebracht ist.

### 2000 und darüber hinaus
2002 wurde der vormalige Afrika-Redakteur des Economist zum Executive Director der Gesellschaft ernannt. Mit seinem Antritt verbunden ist ein neubelebtes Interesse an Afrika und damit einer Verjüngung der RAS. Er führte „Business-Breakfast“ für organisatorische Mitglieder ein, wo sich Geschäftsleute mit Politikern austauschen können. Kulturprogramme der Gesellschaft unterstützen das erste African Film Festival und weitere kulturelle Veranstaltungen.

## Organisation
Aufgrund der engen Bindung an das Centre of African Studies an der Universität London finden sich die Büros der RAS ebenfalls dort. Die Aktivitäten der Mitgliedergesellschaft befasst sich hauptsächlich damit, die Kommunikation zwischen verschiedenen Gruppierungen herzustellen.